# Hayyah Kabirah
Hayyah Kabirah (tiếng Ả Rập: حية كبيرة, đã Latinh hoá: Hāyyāh Kābīrāh), cũng đánh vần Hayya Kabir (tiếng tiếng Thổ Nhĩ Kỳ: Hayye Kebir, tiếng Ả Rập: حيا كبير, đã Latinh hoá: Hāyya Kābīr) là một ngôi làng ở phía bắc Syria, một phần hành chính của Tỉnh Aleppo, nằm ở phía đông bắc Aleppo và phía nam sông Euphrates. Các địa phương gần đó bao gồm trung tâm huyện Manbij ở phía tây và Abu Qilqil ở phía nam. Theo Cục Thống kê Trung ương Syria (CBS), nó có dân số 2.622 người trong cuộc điều tra dân số năm 2004.
Sau khi rơi vào tay ISIS trong cuộc Nội chiến Syria, ngôi làng đã bị Lực lượng Dân chủ Syria bắt giữ vào ngày 6 tháng 6 năm 2016 như một phần của các hoạt động do Hội đồng Quân sự Manbij lãnh đạo. Trong khi an ninh vẫn được cung cấp bởi Hội đồng quân sự Manbij, một Hội đồng địa phương được thành lập vào ngày 27 tháng 9 để gạc và quản lý các dịch vụ công cộng; Các dịch vụ sức khoẻ; Dịch vụ Magistrates và dịch vụ Trẻ em, Thanh niên & Gia đình. Nó có một số cố vấn, cũng như hai giám đốc điều hành và ba phó giám đốc điều hành.